# Kingston-Klasse
Die Kingston-Klasse ist eine Klasse von zwölf Patrouillenbooten der Royal Canadian Navy.

## Allgemeines
Die Besatzungen der in der Mitte bis Ende der 1990er Jahre gebauten Boote, bestehen aus Reservisten. Zu den Primäraufgaben gehören die Rettung von Schiffbrüchigen an der kanadischen Küste, die Überwachung und der Schutz der kanadischen Küsten vor Terrorismus, illegaler Einwanderung, Drogeneinfuhr und die Ausbildung. Des Weiteren sind diese Boote auch zum Minenräumen ausgelegt. Stationiert sind die Boote an der Westküste Kanadas in British Columbia auf dem Navy Stützpunkt CFB Esquimalt sowie an der Ostküste in Nova Scotia auf dem Navy Stützpunkt CFB Halifax. Die Schiffe operieren vorwiegend in den kanadischen Hoheitsgewässern.

## Konstruktion
Ziel war es, Schiffe zu entwickeln, welche für zivile und militärische Aufgaben geeignet sind. Die Kingston-Klasse verfügt über ein gutes Platzangebot und Ausstattungskomfort für die Besatzung. Die Schottel-Ruderpropeller verschaffen den Schiffen gute Manövriereigenschaften. Die leistungsstarken Antriebsaggregate zeichnen sich durch Kraftstoff sparenden Verbrauch aus. Der Schiffsrumpf wird von einem Längsrahmen getragen und verfügt über Rillen, um das Stahlgewicht zu reduzieren.

## Einheiten
| Kennung | Schiffsname      | Bauwerft                  | Kiellegung        | Stapellauf         | Indienststellung   | Bemerkungen |
| ------- | ---------------- | ------------------------- | ----------------- | ------------------ | ------------------ | ----------- |
| MM 700  | HMCS Kingston    | Halifax Shipyard, Halifax | 12. Dezember 1994 | 12. August 1995    | 21. September 1996 | aktiv       |
| MM 701  | HMCS Glace Bay   | Halifax Shipyard, Halifax | 28. April 1995    | 22. Januar 1996    | 26. Oktober 1996   | aktiv       |
| MM 702  | HMCS Nanaimo     | Halifax Shipyard, Halifax | 11. August 1995   | 17. Mai 1996       | 10. Mai 1997       | aktiv       |
| MM 703  | HMCS Edmonton    | Halifax Shipyard, Halifax | 8. Dezember 1995  | 1. Oktober 1996    | 21. Juni 1997      | aktiv       |
| MM 704  | HMCS Shawinigan  | Halifax Shipyard, Halifax | 26. April 1996    | 26. April 1996     | 14. Juni 1997      | aktiv       |
| MM 705  | HMCS Whitehorse  | Halifax Shipyard, Halifax | 26. Juli 1996     | 24. Februar 1997   | 17. April 1998     | aktiv       |
| MM 706  | HMCS Yellowknife | Halifax Shipyard, Halifax | 7. November 1996  | 5. Juni 1997       | 18. April 1998     | aktiv       |
| MM 707  | HMCS Goose Bay   | Halifax Shipyard, Halifax | 22. Februar 1997  | 4. September 1997  | 26. Juli 1998      | aktiv       |
| MM 708  | HMCS Moncton     | Halifax Shipyard, Halifax | 31. Mai 1997      | 5. Dezember 1997   | 12. Juli 1998      | aktiv       |
| MM 709  | HMCS Saskatoon   | Halifax Shipyard, Halifax | 5. September 1997 | 30. März 1998      | 5. Dezember 1998   | aktiv       |
| MM 710  | HMCS Brandon     | Halifax Shipyard, Halifax | 6. Dezember 1997  | 10. Juli 1998      | 5. Juni 1999       | aktiv       |
| MM 711  | HMCS Summerside  | Halifax Shipyard, Halifax | 28. März 1998     | 26. September 1998 | 18. Juli 1999      | aktiv       |